# Cua de l'embassament d'Oliana
La zona humida cua de l'embassament d'Oliana inclou la cua del pantà d'Oliana i ocupa unes 49 Ha de superfície. Comprèn la part final del pantà, que entrà en funcionament l'any 1958, bàsicament la zona on les aigües represades del Segre forment un gran meandre i reben les aigües de l riu de Perles.
En aquest espai la vegetació està formada sobretot per salzedes ben constituïdes (hàbitat d'interès comunitari; codi 92A0), de salze blanc (Salix alba), amb individus aïllats de pollancre (Populus nigra), freixe (Fraxinus sp.) i àlber (Populus alba).
Pel que fa a la fauna, una dada històrica interessant és que en aquest embassament s'instal·là la primera colònia de cria de gavià de potes grogues de les comarques occidentals. El pantà actua com una barrera parcial a la recolonització del Segre per la llúdriga, que presenta poblacions estables aigües avall de la presa.
L'embassament rep diversos impactes que en limiten l'interès com a zona humida. D'una banda, les importacions variacions del volum d'aigua emmagatzemada i els canvis sobtats de nivell afecten negativament la vegetació. Les extraccions d'àrids a la cua malmeten el bosc de ribera i han causat una degradació important de tota la zona de confluència Perles-Segre. La proximitat de la carretera C-14 provoca impactes sobre la fauna i afavoreix la sobre-freqüentació de l'espai, especialment de pescadors. Les obres de millora de la carretera C-14 han influït negativament en l'entorn de l'espai. Els abocaments d'aigües residuals urbanes provinents d'Andorra, que arriben al Segre per la Valira, també afecten negativament l'interès ambiental de l'espai.